# На берегу неба
«На берегу неба» — второй студийный альбом российского поп-певца Димы Билана, выпущенный в 2004 году на лейбле «Gala Records». К сотрудничеству были приглашены зарубежные авторы: американка Дайан Уоррен и англичанка Шаун Эскоффери. Альбом стал успешным и на многие песни были сняты клипы, в их числе мелодии: «Ты должна рядом быть», «Мулатка», «На берегу неба», «Поздравляю!», «Как хотел я». В 2005 году вышло переиздание альбома, которое включало в себя английские версии трёх песен. С английской версией песни «Ты должна рядом быть» Дима участвовал в народном отборе на конкурс песни «Евровидение» в 2005 году, где занял второе место.
Записано и сведено: П. Воротников (2,5-12,14) студия «Star Productions»; А. Стельмачонок (1,3-4,13,15) студия «Gala Records».
Мастеринг: «Magic Mastering Studio».

## Список композиций
1. Ты должна рядом быть
2. Мулатка
3. На берегу неба
4. Милая
5. Листья праздничных клёнов
6. Только ты не плачь
7. Как Ромео
8. Невеста
9. Всё равно найду
10. Ночь без тебя
11. В западне
12. Вода, песок
13. Петербургская весна
14. Поздравляю!
15. Как хотел я

## Бонус треки
1. Between The Sky And Heaven
2. Not That Simple
3. Take Me With You

## Продажи и сертификации
| Регион | Сертификация | Продажи |
| --- | ------------ | ------- |
| Россия (NFPF) | Золотой      | 25 000* |
| * Данные о продажах приведены только на основе сертификации. ^ Данные о тиражах приведены только на основе сертификации. |              |         |